# Сидорчук, Юрий Владимирович
Юрий Владимирович Сидорчук (2 мая 1961, Дерно, Волынская область — 28 июня 2014, Оломоуц, Чехия) — активист Евромайдана. Герой Украины (2014, посмертно).

## Биография
Родился в семье простых рабочих, в которой воспитывалось 5 детей. В 1969 году трагически погиб отец и мать осталась одна с детьми.
После окончания 8 классов Дерновськой средней школы Юрий пошёл учиться в Луцкий ПТУ № 2 на электро-газосварщика. После окончания срочной службы остался в армии по контракту.
После распада СССР перевелся служить в «Десну». Уволился из армии после 10 лет службы. Женился и проживал с женой в Киеве. Впоследствии родилась дочь Анна. Более 20 лет занимался предпринимательской деятельностью вместе с женой.

### Евромайдан
Тяжело переживал события в стране с начала Евромайдана. Покинул рабочее место днём 18 февраля и отправился на Евромайдан, где получил огнестрельное ранение. В коматозном состоянии, около 00:50 19 февраля, доставлен в Институт нейрохирургии. 27 февраля при содействии организации «Человек в беде» вместе с группой других раненых участников Майдана был перевезен на лечение в Чехию. Находился в коме 130 дней.
Сначала лечился в Праге, впоследствии был доставлен в г. Оломоуц. Смерть наступила в результате остановки сердца.

### Захоронение
Церемония прощания состоялась в пражском крематории «Страшнице». В церемонии приняли участие члены семьи, представители посольства Украины в Чехии, знакомые Юрия и украинцы, которые там живут и работают. 4 июля прах Юрия Сидорчука в рамках чешской межведомственной гуманитарной программы MEDEVAC при содействии посольства Украины в Чехии перевезли на Украину.
Прощание состоялось на Майдане 6 июля 2014 года, похоронен на киевском кладбище «Берковцы».

## Награды
- Звание Герой Украины с вручением ордена «Золотая Звезда» (21 ноября 2014, посмертно) — за гражданское мужество, патриотизм, героическое отстаивание конституционных принципов демократии, прав и свобод человека, самоотверженное служение Украинскому народу, обнаруженные во время Революции достоинства[2].
- Медаль «За жертвенность и любовь к Украине» (УПЦ КП, июнь 2015) (посмертно)[3].